# Alexandra Nikolaevna da Rússia
Alexandra Nikolaevna da Rússia (24 de junho de 1825 – 10 de agosto de 1844) foi a filha mais nova do czar Nicolau I da Rússia e da sua esposa, a czarina Alexandra Feodorovna (Carlota da Prússia).

## Infância e juventude
Alexandra Nikolaevna recebeu o nome em honra da sua tia paterna, a grã-duquesa Alexandra Pavlovna da Rússia, mas, na família, era conhecida por “Adini”. Segundo relatos da época, Alexandra era a filha favorita do pai. De acordo com as memórias da sua irmã mais velha, Olga, o seu pai afirmava que a sua filha mais nova era a única que tinha herdado “o aspecto prussiano” da mãe. Também se diz que se parecia muito com a sua avó, a rainha Luísa da Prússia. Nicolau descrevia afetuosamente Adini como “um pouco ingênua, mas muito gentil”.
Alexandra era conhecida na sociedade de São Petersburgo, tanto pela sua beleza como pela sua personalidade alegre. Além disso era também a artista musical da família. Era uma estudante séria de música vocal e teve talento suficiente para se qualificar para lições da famosa soprano Henriette Sontag. Depois de um ano, sua voz começou a mudar, o que, segundo alguns médicos, se devia a doenças pulmonares.

## Casamento

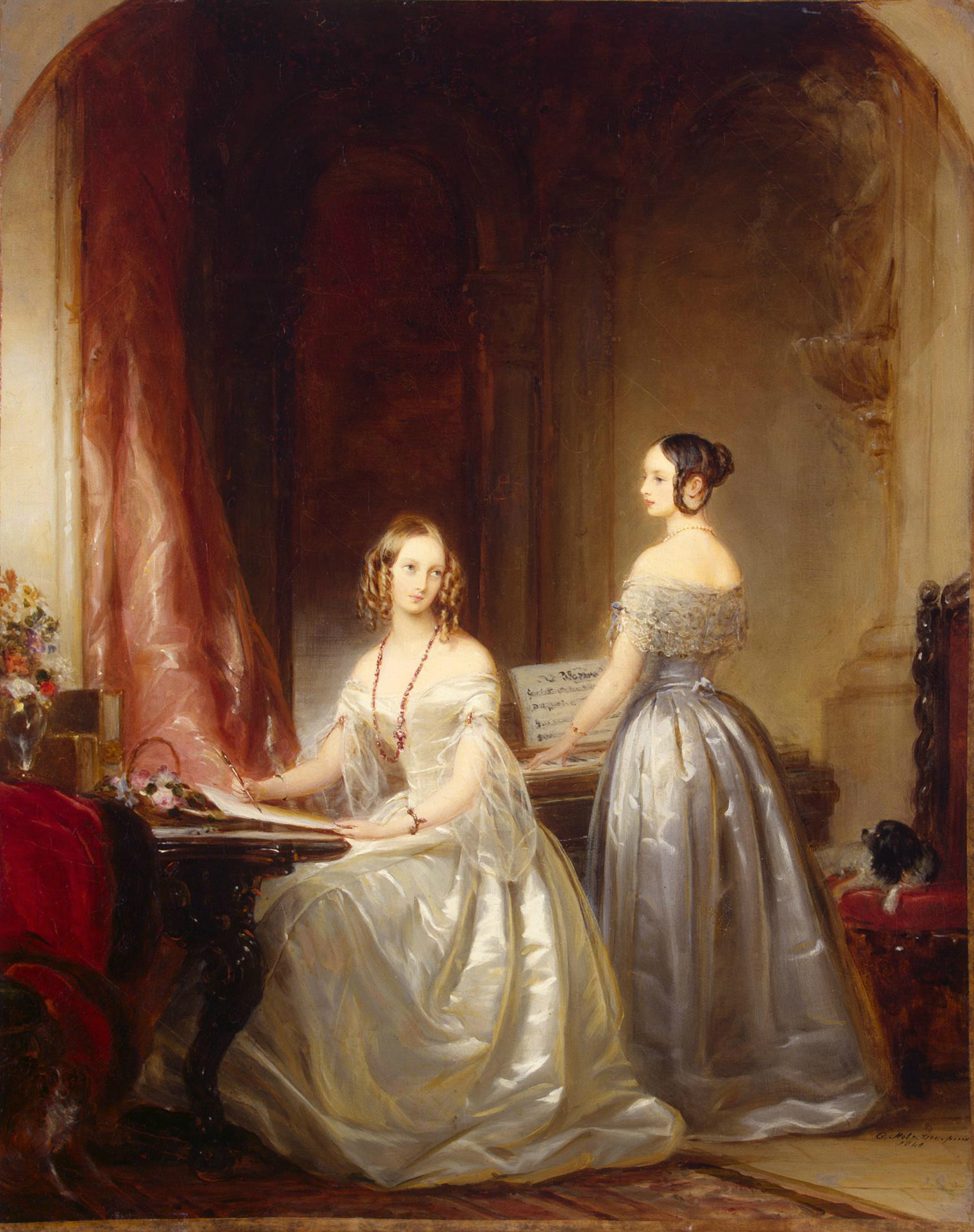
Duquesas Olga e Alexandra, filhas de Nicolau I
Por Christina Robertson, 1840, Museu do Hermitage

No dia 28 de janeiro de 1844, Alexandra casou-se com o príncipe Frederico Guilherme de Hesse-Cassel em São Petersburgo. O seu marido era o único filho do príncipe Guilherme de Hesse-Cassel e da princesa Luísa Carlota da Dinamarca. “Fritz”, como era conhecido, tinha ido a São Petersburgo com a intenção de noivar a irmã mais velha de Alexandra, Olga, mas apaixonou-se por ela logo na primeira noite passada com a família. Apesar de Olga ser a filha mais velha e também gostar de Fritz, afastou-se graciosamente para ajudar a sua irmã mais nova e até ajudou o jovem casal quando este queria passar tempo junto, longe dos olhares da corte. Depois o imperador e a imperatriz deram permissão para que Alexandra e Frederico se casassem.
Pouco antes da cerimônia, a grã-duquesa foi diagnosticada com tuberculose, que foi um grave trauma para seu pai. Os médicos disseram que um de seus pulmões estava tão danificado que não havia esperança de recuperação. Alexandra ficou grávida, o que apenas complicou os sintomas. Devido à sua saúde precária, a grã-duquesa não se mudou para Hesse, mas permaneceu em São Petersburgo sob a supervisão contínua de seu pai. Durante a sua convalescença, a grã-duquesa gostava, juntamente com o marido, das obras do historiador Plutarco.

## Morte

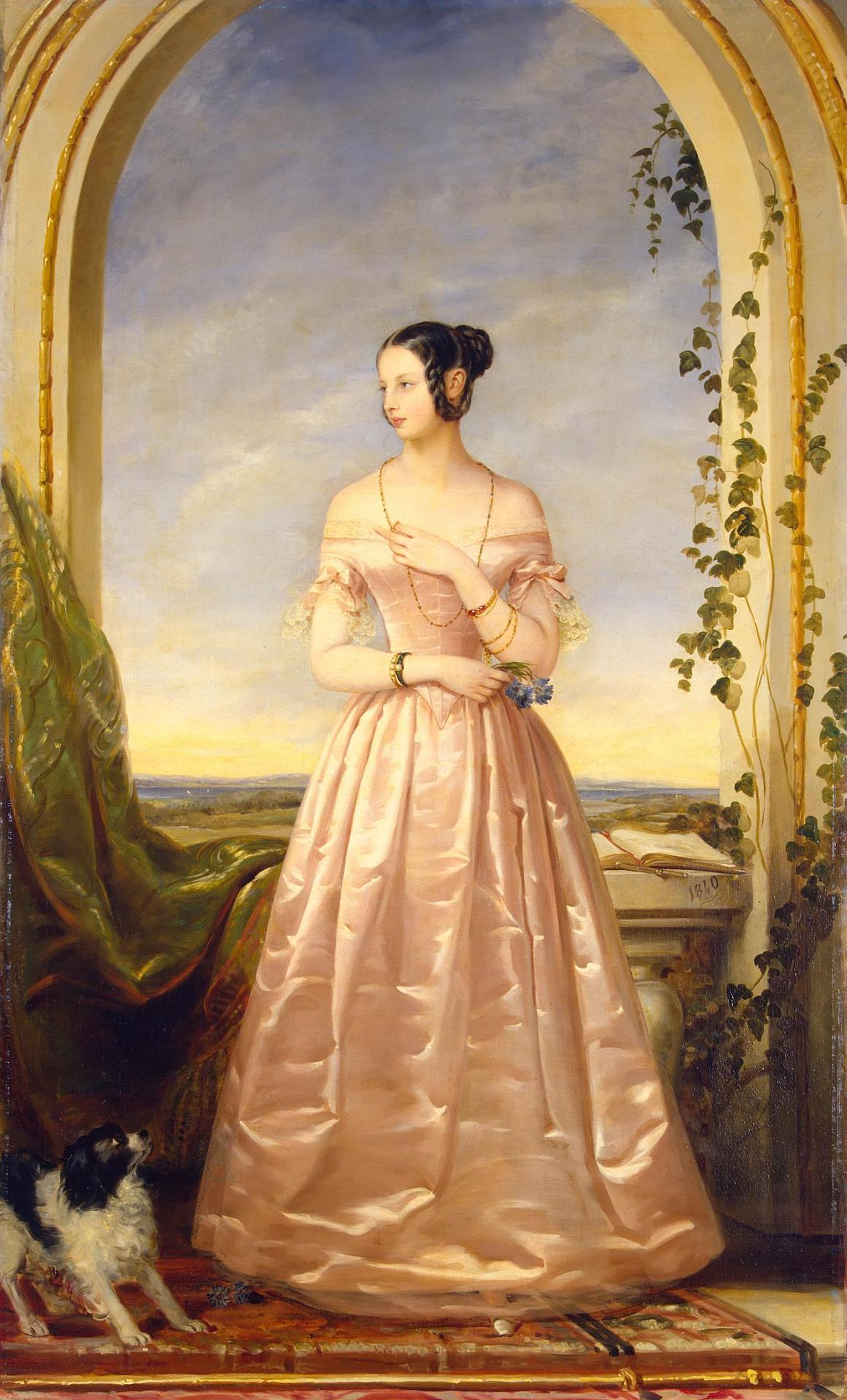
Alexandra Nikolaevna
Por Christina Robertson, 1840, Museu do Hermitage

A grã-duquesa entrou em trabalho de parto prematuramente, três meses antes do previsto e deu à luz um filho, Guilherme. O bebê morreu logo após o nascimento e a sua mãe seguiu depois de algumas horas depois nesse mesmo dia, suas últimas palavras sendo "Seja feliz", dedicada ao marido. Os seus pais ficaram devastados com a morte da sua filha mais nova e permaneceriam em luto até ao fim das suas vidas.
Alexandra foi enterrada na Fortaleza de Pedro e Paulo com o seu bebê nos braços.
Dez anos depois da sua morte, Frederico casou-se com a prima de Alexandra, a princesa Ana da Prússia. Eventualmente tornou-se chefe da Casa de Hesse-Cassel. Apesar de terem seis filhos juntos, o casal nunca foi muito chegado, e especulou-se que uma das razões para isso era o facto de Frederico nunca ter conseguido esquecer a sua primeira esposa.
Nos jardins do Palácio de Peterhof, perto de São Petersburgo, existe um banco memorial com uma pequena escultura de Alexandra. Os seus quartos no palácio foram também mantidos da mesma forma que ela os deixou antes de morrer.
Um tecido adornado com seis diamantes que chegou a Hesse entre o guarda-roupa de Alexandra foi transformado numa tiara por volta de 1900. Esta tiara é agora usada tradicionalmente pelas noivas de Hesse, sendo que a última a usá-la foi Floria de Faber-Castell em 2003, quando se casou com Donatus, príncipe-herdeiro de Hesse.

## Genealogia
| Alexandra Nikolaevna da Rússia | Pai: Nicolau I da Rússia                       | Avô paterno: Paulo I da Rússia                                | Bisavô paterno: Pedro III da Rússia                    |
| Alexandra Nikolaevna da Rússia | Pai: Nicolau I da Rússia                       | Avô paterno: Paulo I da Rússia                                | Bisavó paterna: Catarina, a Grande                     |
| Alexandra Nikolaevna da Rússia | Pai: Nicolau I da Rússia                       | Avó paterna: Maria Feodorovna (Sofia Doroteia de Württemberg) | Bisavô paterno: Frederico II Eugénio de Württemberg    |
| Alexandra Nikolaevna da Rússia | Pai: Nicolau I da Rússia                       | Avó paterna: Maria Feodorovna (Sofia Doroteia de Württemberg) | Bisavó paterna: Sofia Doroteia de Brandemburgo-Schwedt |
| Alexandra Nikolaevna da Rússia | Mãe: Alexandra Feodorovna (Carlota da Prússia) | Avô materno: Frederico Guilherme III da Prússia               | Bisavô materno: Frederico Guilherme II da Prússia      |
| Alexandra Nikolaevna da Rússia | Mãe: Alexandra Feodorovna (Carlota da Prússia) | Avô materno: Frederico Guilherme III da Prússia               | Bisavó materna: Frederica Luísa de Hesse-Darmstadt     |
| Alexandra Nikolaevna da Rússia | Mãe: Alexandra Feodorovna (Carlota da Prússia) | Avó materna: Luísa de Mecklemburgo-Strelitz                   | Bisavô materno: Carlos II de Mecklemburgo-Strelitz     |
| Alexandra Nikolaevna da Rússia | Mãe: Alexandra Feodorovna (Carlota da Prússia) | Avó materna: Luísa de Mecklemburgo-Strelitz                   | Bisavó materna: Frederica de Hesse-Darmstadt           |

- Este artigo foi inicialmente traduzido, total ou parcialmente, do artigo da Wikipédia em inglês cujo título é «Grand Duchess Alexandra Nikolaevna of Russia», especificamente desta versão.